# Incendio de Copenhague de 1728

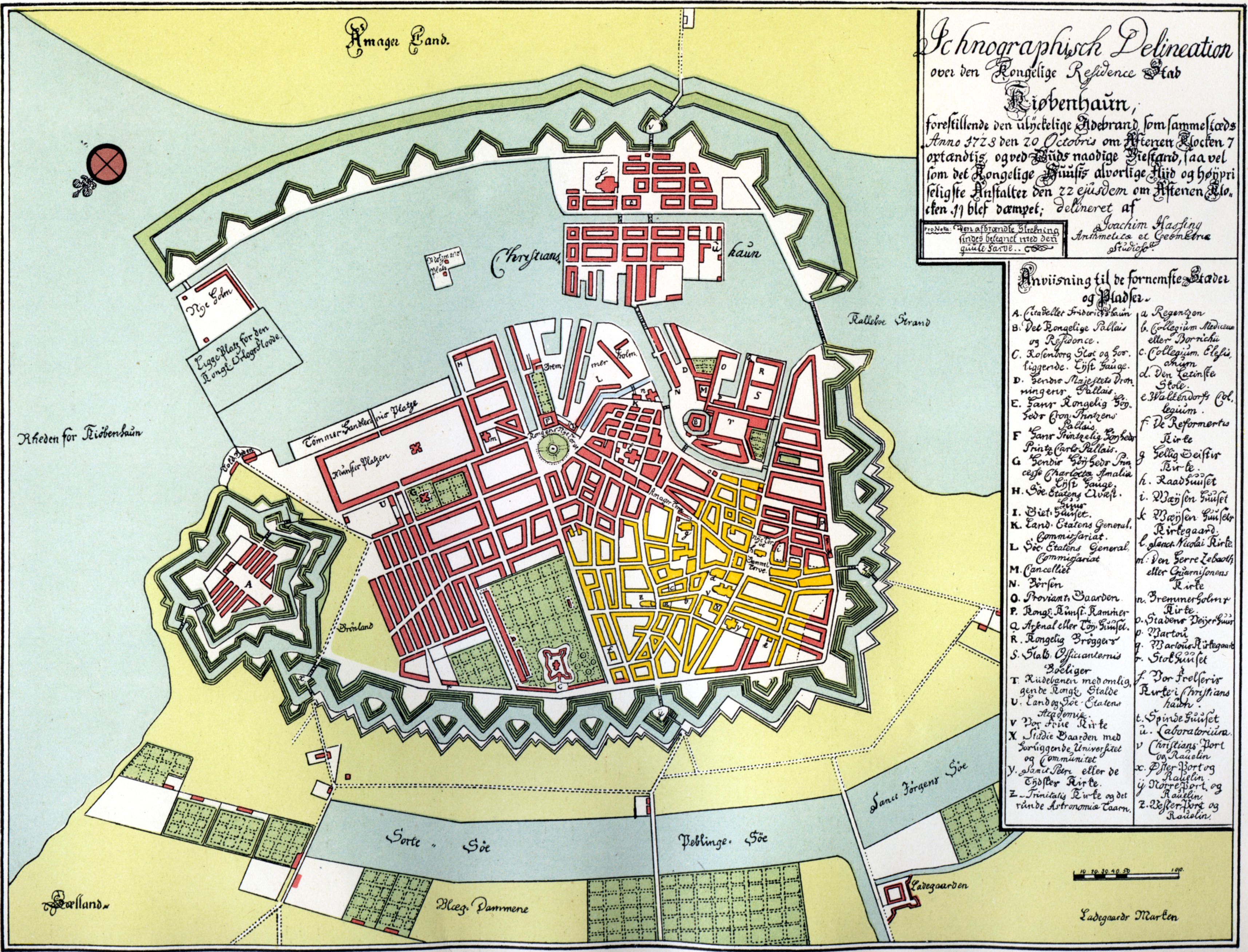
Los edificios que se incendiaron aparecen en amarillo en este mapa de Copenhague en 1728, elaborado por Joachim Hassing.

El incendio de Copenhague de 1728 ha sido el mayor siniestro en la historia de la capital danesa. Se prolongó desde la tarde del miércoles 20 hasta  la mañana del sábado 23 de octubre de dicho año. Destruyó aproximadamente el 28 % de la ciudad —tomando como referencia el número de parcelas destruidas según el catastro—, dejó al 20 % de la población sin hogar y la reconstrucción no concluyó hasta 1737. No menos del 47 % de la ciudad que databa de la Edad Media se perdió completamente y, junto con el incendio de Copenhague de 1795, es la principal razón por la que existen pocos vestigios del Copenhague medieval en la actualidad.
Aunque el número de muertos y heridos fue relativamente bajo en comparación a la magnitud del incendio, las pérdidas culturales fueron sustanciales. Además de varias colecciones privadas de libros, 35 000 textos —incluyendo un gran número de obras únicas en su clase— se perdieron junto con la biblioteca de la Universidad de Copenhague, y algunos instrumentos y documentos de Tycho Brahe y Ole Rømer fueron destruidos en el observatorio localizado en el último piso de la torre Rundetårn.

## Desarrollo

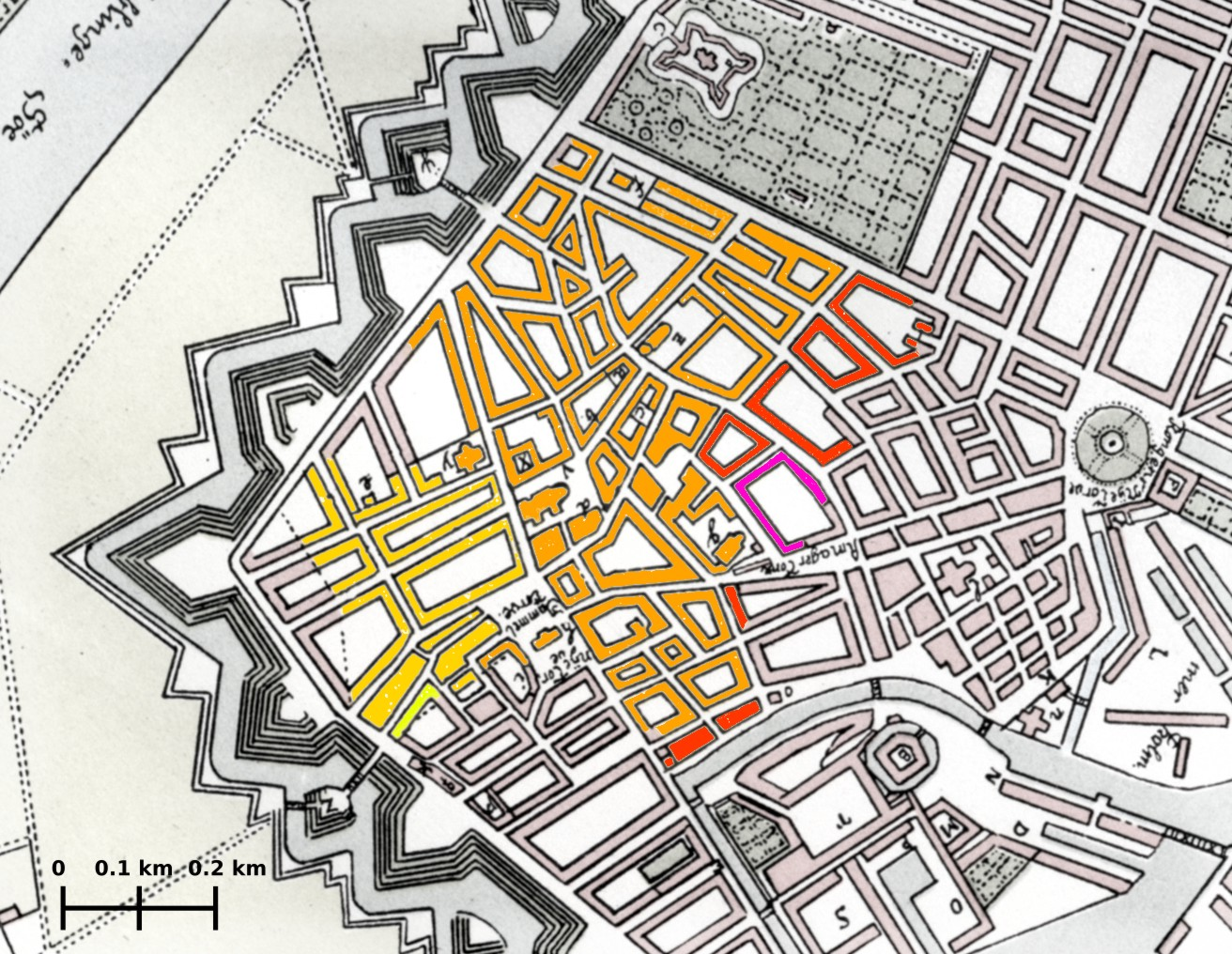
Sección del mapa de Joachim Hassing con código de colores para ilustrar el progreso aproximado del incendio, mostrando el origen del fuego (amarillo claro) y el área afectada para la medianoche del miércoles (amarillo oscuro), para la medianoche del jueves (anaranjado), para la medianoche del viernes (rojo) y para el sábado (morado).

### Miércoles 20
Se desconoce la hora exacta en la que inició el incendio. Varias fuentes mencionan horas entre las 18.00 y las 20.00, siendo las 19.30 la estimación más aceptada. No obstante, se conoce el lugar exacto del origen del incendio. Casi directamente del otro lado de la calle de Vesterport (Puerta Oeste) estaba Lille Sankt Clemens Stræde. En la esquina que da hacia Vestervold, había una pequeña casa en el lote "Vester Kvarter 146" (según el catastro de 1699) propiedad de Signe, viuda de Boye Hansen. El lote es casi idéntico al que se encuentra actualmente en la esquina de Frederiksberggade ("el extremo oeste de Strøget") y Rådhuspladsen. Entre los inquilinos de la viuda estaban Peder Rasmussen, encargado de un restaurante, y su esposa, Anne Iversdatter. Fue en el segundo piso del departamento de Rasmussen donde comenzó el incendio. Dentro de las investigaciones realizadas después de extinguirse completamente el fuego, tanto él como su esposa declararon que su hijo de siete años había sido el responsable de iniciar el incendio al tirar accidentalmente una vela, aunque es probable que el accidente haya sido el resultado de un descuido por parte de los padres al estar utilizando velas y que culparan a su hijo para evitar ser castigados.
Los vigilantes hicieron sonar rápidamente la alarma, pero debido al equipamiento relativamente primitivo del departamento de bomberos, el hecho de que las calles de Vester Kvarter fueran demasiado estrechas para las bombas de agua, las extrañas disposiciones de los que estaban luchando contra el fuego, y una serie de eventos desafortunados, la lucha fue casi desesperante. El viento soplaba del sudoeste esa tarde, lo que arrastró al fuego hacia Lille Sankt Clemens Stræde, Store Sankt Clemens Stræde, Vombadstuestræde, Antiquitetsstræde y Hellig-Kors Stræde. Para las 21.00 la calle principal de Vestergade estaba ardiendo por ambos lados. De aquí a allá el fuego se propagaba a lo largo de Store Lars Bjørns Stræde, Lille Lars Bjørns Stræde y Studiestræde.
Posteriormente esa noche, el incendio llegó a Sankt Peders Stræde, donde el dormitorio del Valkendorfs Kollegium (lote "Nørre Kvarter 122"), el dormitorio escolar más antiguo de Dinamarca, fue envuelto en llamas. El profesor Peder Horrebow, quien vivía en el dormitorio, perdió la mayor parte de sus pertenencias. Presumiblemente al mismo tiempo, el incendio llegó también a la habitación del profesor Hans Steenbuch en Studiestræde (lote "Nørre Kvarter 60"). Alrededor de la medianoche, el incendio se extendió hasta la residencia del sacerdote cerca de la iglesia de Sankt Petri Kirke (de San Pedro).
En Nørregade, otro incendio comenzó en una cervecería la noche del miércoles, posiblemente entre las 22.00 y las 23.00. Justo antes de éste el incendio original había llegado a Gammeltorv, donde la gente luchó para alejar el fuego. Por esa razón, la ayuda fue enviada tarde para ocuparse del nuevo siniestro. Alrededor de la medianoche el viento cambió de dirección hacia el oeste, y la situación en Nørregade se volvió crítica ya que el incendio fue dirigido hacia la calle a lo largo de un amplio frente. Al principio la gente buscó mantener al incendio en el lado oeste de Nørregade, pero se extendió de todas formas al lado este durante la noche. Simultáneamente, el incendio se movió del actual Nørre Voldgade hacia Nørreport (Puerta Norte).

### Jueves 21
Temprano el jueves por la mañana, se hizo en Gammeltorv un último intento desesperado por evitar que el fuego se propagara. A las casas que ya estaban quemándose se les disparó con cañones para que colapsaran. Ya que esto no funcionó, se dio la orden de volar las casas con cargas de pólvora negra. La primera demolición sería el edificio donde se encontraba una bodega de vinos conocida como "Blasen" en la esquina de Vestergade y Nørregade, pero esta peligrosa empresa fracasó debido a que la pólvora explotó cuando los hombres estaban transportando las cargas. Mientras que el edificio sí se vino abajo, algunas personas murieron o resultaron heridas y la explosión incendió a los edificios cercanos, incluyendo la iglesia Vor Frue Kirke (de Nuestra Señora, que es la catedral de Copenhague). Para las 9.30 la aguja de la iglesia se había caído a la calle, y poco después el templo entero se vio envuelto en llamas; las pertenencias personales que la gente había llevado a la iglesia para protegerlas del incendio se perdieron.

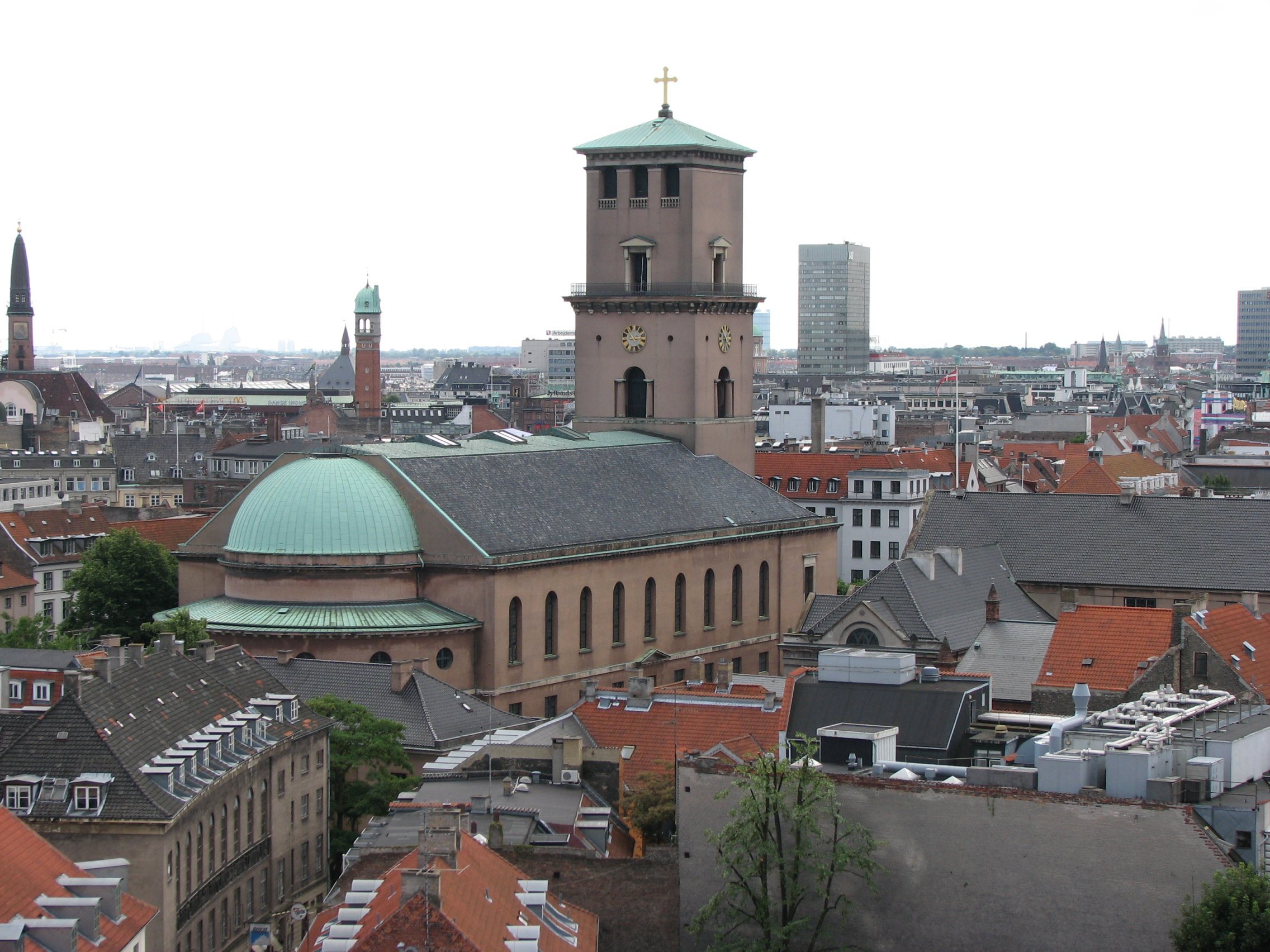
La iglesia de Nuestra Señora (Vor Frue Kirke) en la actualidad vista desde Rundetårn.

En Nørregade, el incendio llegó a Sankt Petri Kirke alrededor de las 8.00. Para las 9.00, las llamas alcanzaron la residencia del obispo Christen Worm (lote "Nørre Kvarter 112"), la cual ardió completamente. De las pertenencias del obispo, quien se encontraba de viaje, solo sobrevivieron tres libros de oraciones y la ropa que había llevado en su viaje.
En Nytorv, el fuego consumió Det Kongelige Vajsenhus (El Orfanato Real, actualmente el sitio de la Corte del Distrito de Copenhague). El Ayuntamiento de Copenhague —en ese entonces localizado entre Nytorv y Gammeltorv— se encontró en ese momento en peligro. Alrededor de las 10.00, las llamas se habían apoderado del inmueble y pronto se sumó a la lista de edificios perdidos. Desde Gammeltorv el infierno se abrió paso hasta Klædeboderne, Skindergade, Skoubogade y Vimmelskaftet, dirigiéndose hacia Amagertorv, mientras que desde Nytorv el fuego tomó fuerza en Rådhusstræde hacia el Canal de Frederiksholms y Slotsholmen.
Nuevos incendios fueron reportados: la casa del conde Adam Christoffer Knuth en Pustervig, un almacén en Købmagergade (calle del Mercado) y un almiar en Nørreport se vieron envueltos en llamas; este último probablemente fue encendido por brasas transportadas por el viento.
Cuando el fuego hubo consumido Vor Frue Kirke, se fueron perdiendo uno tras otro los edificios de la Universidad de Copenhague: el Kommunitetsbygningen (Edificio de la Comunidad), que servía para apoyar a estudiantes dándoles comidas gratis; el Studiegården (El Jardín de Estudio), el edificio principal de la Universidad, en la misma ubicación que el actual edificio principal; el Domus Anatomica, edificio de Anatomía; y el Theatrum Anatomicum (Teatro de Anatomía). El antes mencionado profesor Hans Steenbuch había buscado refugio en casa del profesor Hans Gram, donde las posesiones de ambos encontraron resguardo temporalmente. Pero el incendio también llegó al hogar de Gram, que se encontraba junto a Vor Frue Kirke (lote "Klædebo Kvarter 245"), y no hubo suficiente tiempo para salvar las posesiones de Steenbuch, aunque Gram rescató la mayor parte de las suyas. Junto con Kannikestræde, una por una las casas de los profesores de la Universidad de Copenhague cayeron presas del fuego. Muchos otros dormitorios de estudiantes se perdieron, pero junto con Købmagergade, un ala de edificios fueron salvados, incluyendo a la iglesia Regenskirken.

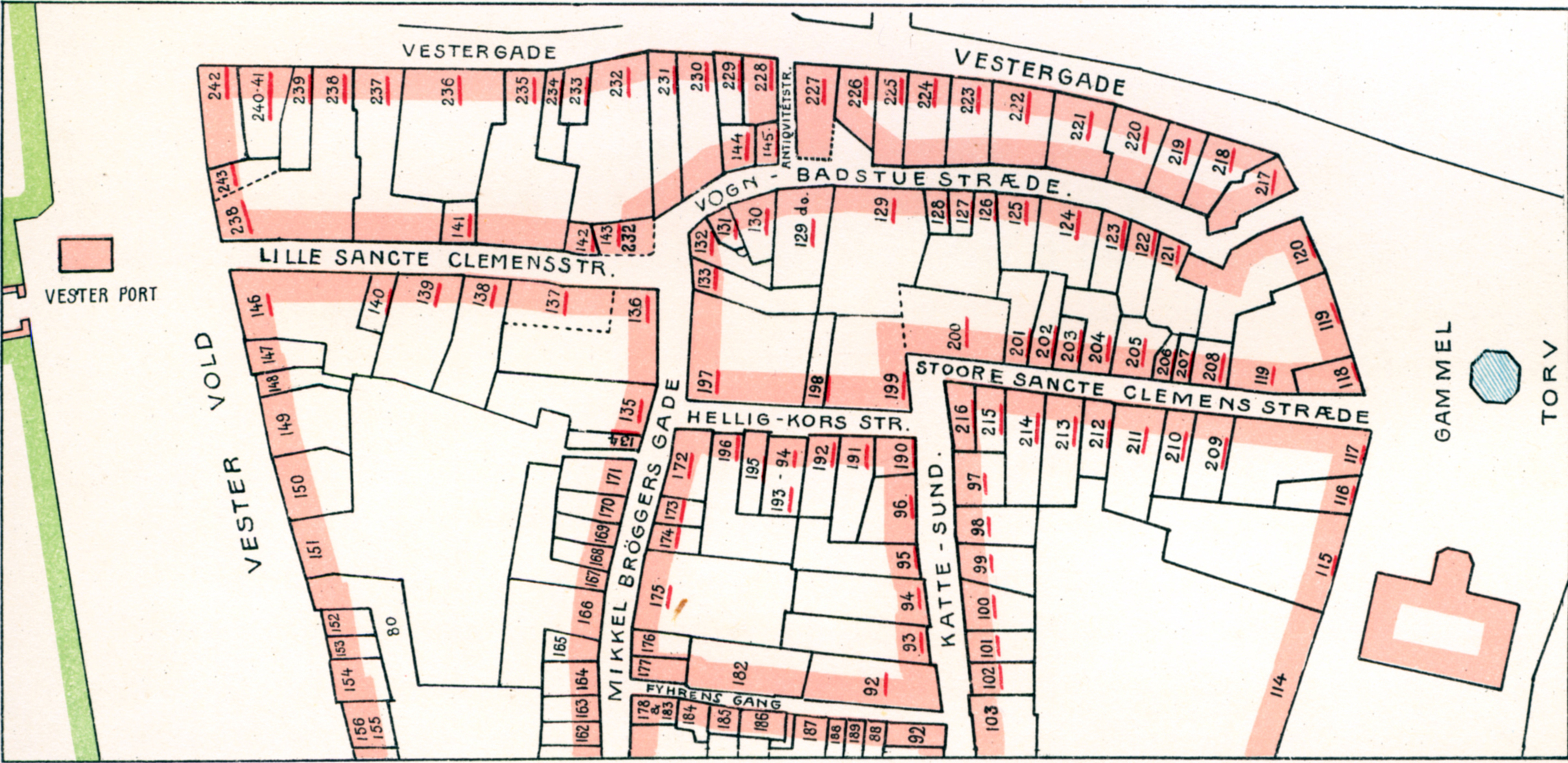
Mapa de Vester Kvarter de la zona donde el incendio comenzó, con los números de lotes del catastro de 1699. Los números de los lotes dañados durante el incendio están subrayados con rojo.

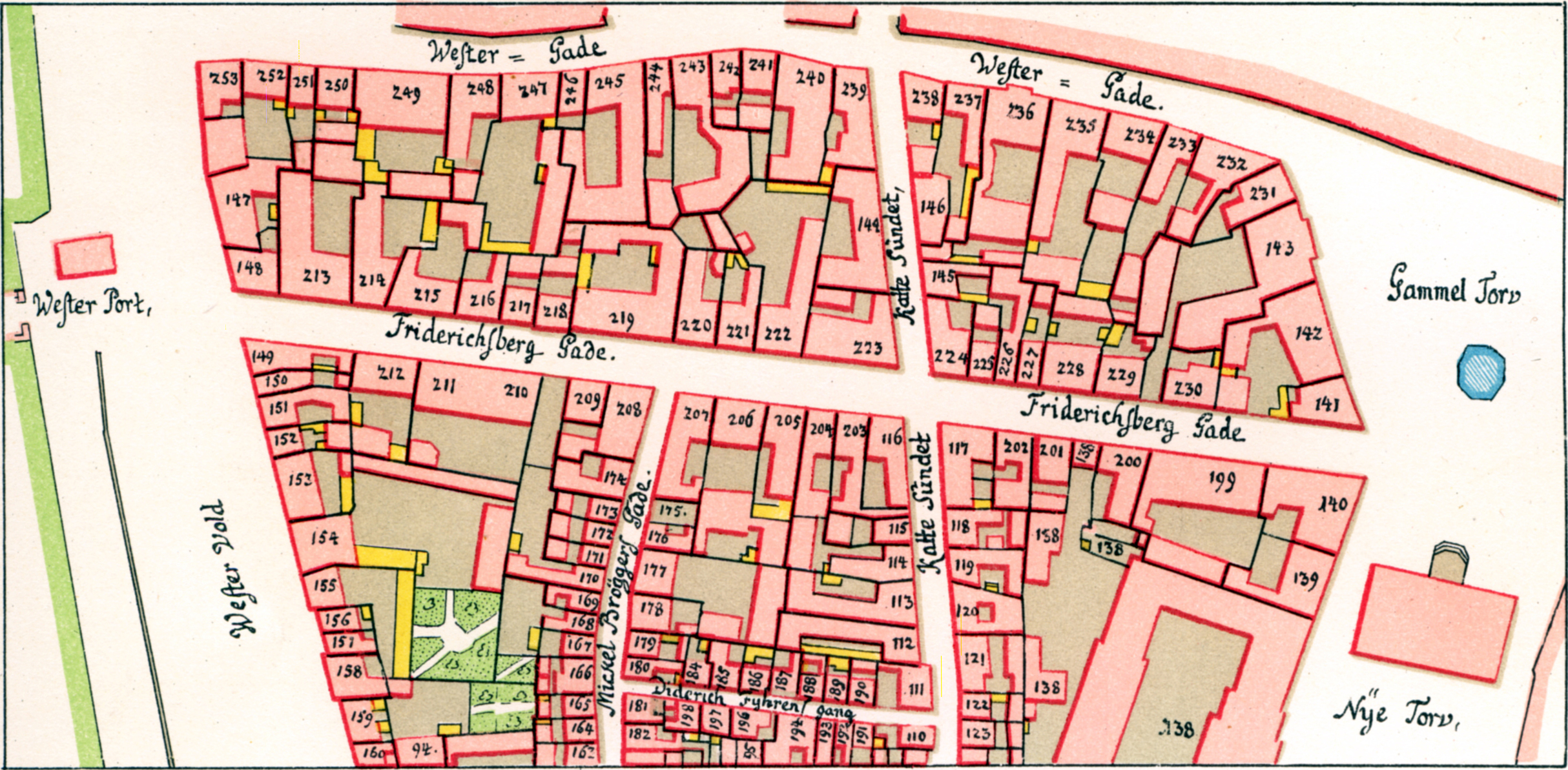
Mapa del mismo autor que muestra la zona después del incendio y la reconstrucción de la ciudad. Compárese con el mapa en la parte superior.

La siguiente víctima notable del incendio fue la iglesia Trinitatis Kirke (de la Trinidad), la cual alojaba a la Biblioteca de la Universidad en su ático. Las llamas se apoderaron del templo alrededor de las 17.00, y cuando el techo cedió alrededor de las 22.00, el acervo entero de la biblioteca se vio envuelto en llamas. La torre Rundetårn permaneció en su mayor parte intacta, pero el observatorio en el último piso se incendió.
Desde Gammeltorv, el fuego se extendió hasta Ulfeldts Plads (hoy Gråbrødretorv), alrededor de las 16.00. El monumento que deshonraba al traidor Corfitz Ulfeldt perdió unas cuantas letras con el calor. Unas pocas horas después, el incendio rodeó la iglesia Helligåndskirken (del Espíritu Santo) y a las 20.00 sus carillones vinieron a la vida como lo hacían cada media hora —tocando el himno funerario «Vreden din afvend, herre Gud, af Naade» («Convierte tu ira, Señor, en misericordia») de Thomas Kingo— justo antes de que sucumbieran ante el incendio que estaba debajo de ellos.
Desde la Trinitatis Kirke, el incendio se dirigió hacia Landemærket y Gothersgade. Allí, el incendio se encontró con la otra rama de fuego que destruía lo que en la actualidad es Nørre Voldgade. Alrededor de la medianoche, la iglesia Reformert Kirke (Reformada) estaba ardiendo. El único lugar en la ciudad donde había cierto control sobre el incendio era en la zona de Vandkunsten.

### Viernes 22
En la mañana del viernes el viento cambió de nuevo de dirección, soplando ahora hacia el norte. La lucha contra el fuego finalmente comenzaba a mostrar cierta organización, y prosiguieron los intentos por apagar el incendio en la zona de Magstræde. Sin embargo, éstos fracasaron cuando el incendio tomó la fábrica de jabón en Magstræde alrededor del mediodía. El viento ahora soplaba hacia el noroeste y el combate contra el incendio se trasladó a Nybrogade, Naboløs y Gammel Strand vía Snaregade, no obstante, no pudieron salvar Nybrogade.
Más al este, el incendio avanzó hacia el sur, a Klareboderne y Møntergade. El Hospital Poul Fechtels en Møntergade fue rodeado por el fuego con algunas personas aún en su interior. Cerca de ahí, el profesor Ludvig Holberg dejó su hogar en Købmagergade (lote "Købmager Kvarter 18"). Alrededor de la medianoche, el incendio se encontraba cerca de Silkegade y Store Regnegade.

### Sábado 23
Durante el transcurso de la noche, el viento dejó de soplar y se detuvo la marcha del fuego. 36 hogares fueron seleccionados para ser demolidos a fin de crear un cortafuegos, el cual en efecto detuvo el incendio en la esquina de Store Regnegade y Gothersgade. Más hacia el oeste, Amagertorv y la iglesia Sankt Nicolai Kirke (de San Nicolás) habían sido amenazados, pero el fuego fue detenido cerca de Amagertorv, donde solo las tres casas más hacia el norte (lotes 8, 10 y 11 de "Frimands Kvarter") se perdieron.
En Magstræde, el incendio en la fábrica de jabón seguía siendo una amenaza. El fuego se abrió paso a través de Snaregade. Al final de Snaregade estaba la casa (lote "Snarens Kvarter 2") del vicealcalde, Christian Berregaard, la cual la gente trataba de salvar. A fin de salvar este inmueble, las casas a su alrededor fueron derribadas, y las que estaban en el lado opuesto de la calle fueron voladas con pólvora negra. No obstante, el resultado no fue mucho mejor que en el intento anterior en la bodega de vino. La pólvora explotó antes, la gente tuvo que correr por su vida y la casa del vicealcalde se incendió completamente. No obstante, después del intento fallido por salvar la casa, se evitó que el incendio se extendiera más.
Junto con la interpretación cristiana del día, la disminución del incendio durante el sábado fue vista como resultado de la intervención divina. Para agradecerle a Dios, el rey Cristián VI declaró el 23 de octubre como nuevo día festivo anual en 1731, en el cual cada iglesia de Copenhague debía celebrar una ceremonia de acción de gracias. Este feriado fue abolido en 1770.

## Pérdidas

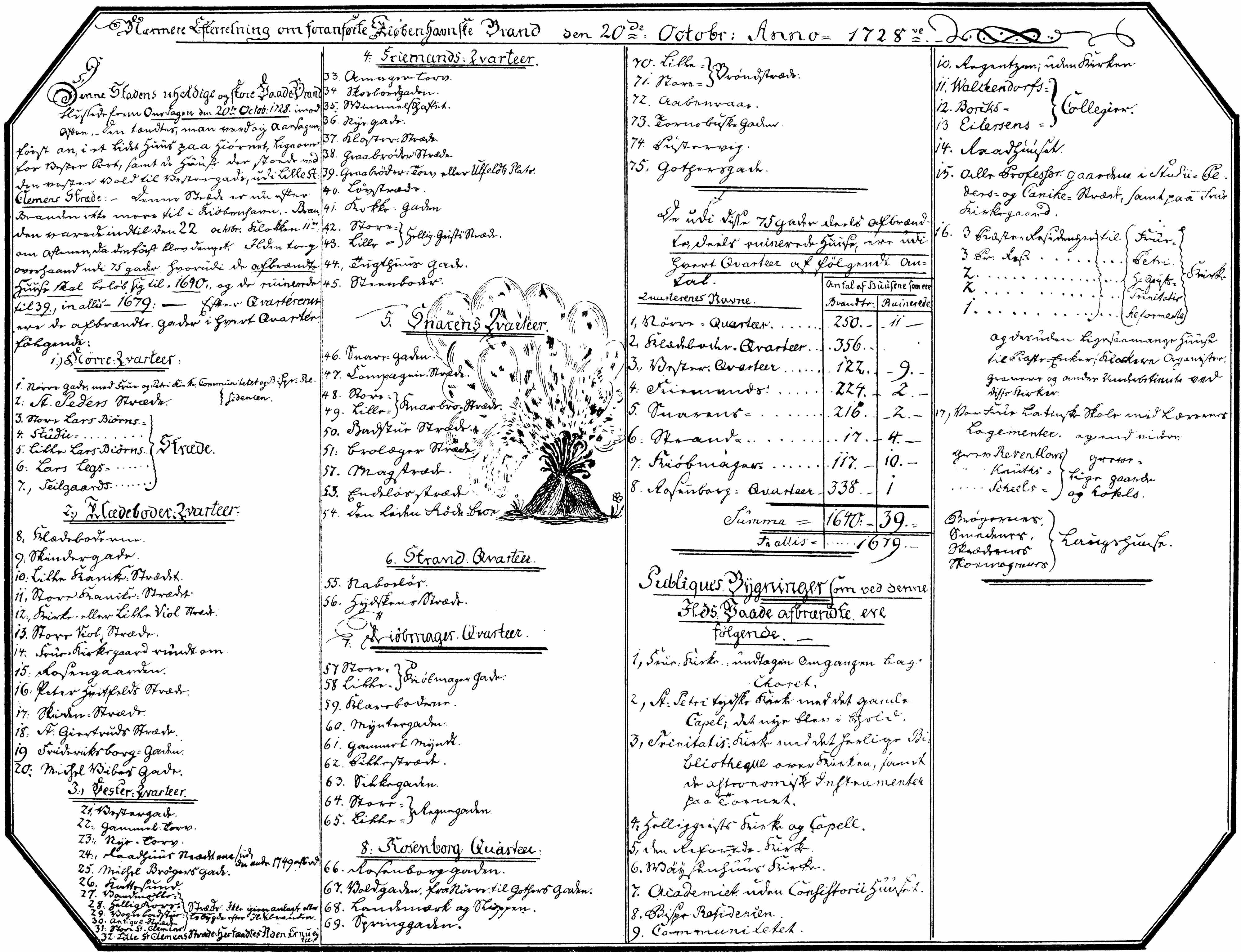
Viejas estadísticas adjuntas al reverso del mapa de Joachim Hassing, de acuerdo a las cuales 1640 casas se incendiaron y otras 39 resultaron dañadas. Los números probablemente son un poco más elevados que los valores reales.

Las pérdidas materiales del incendio pueden ser contabilizadas con relativa certeza, ya que se realizaron investigaciones detalladas inmediatamente después de que terminara la catástrofe. El agrimensor de la ciudad Søren Balle presentó el primer informe el 1 de noviembre de 1728, y el 13 de abril de 1729 el Magistrado de Copenhague terminó el segundo, realizado según una petición real del 12 de diciembre de 1728. Las diferencias entre ambas se limitaban a la extensión de los daños en 43 lotes, así que es bastante seguro que 1227 lotes que contenían cerca de 1600 edificios fueron destruidos. La totalidad de Copenhague consistía en alrededor de 4500 lotes (según el catastro de 1699), así que un 28 % de ellos se perdieron. Para la parte medieval de la ciudad la proporción es de 47 %.
El magistrado también hizo una investigación de las partes separadas de la ciudad de las cuales aparentemente 8749 antiguos residentes de las zonas afectadas por el incendio habían encontrado un nuevo hogar. Se estima que hasta 15 000 habitantes se quedaron sin techo. Esto era cerca del 20 % de la población, la cual se estima en 70 000. No obstante, el número de muertos y heridos se desconoce. Es posible deducir cierta información a partir de registros parroquiales y otras fuentes, pero las cifras permanecen inciertas. Sin embargo, probablemente es bajo en comparación a la magnitud del incendio.
Mientras que las pérdidas humanas y materiales fueron importantes, la pérdida cultural aún se percibe hoy en día. La biblioteca de la Universidad de Copenhague fue sin duda la mayor y más frecuentemente mencionada de ellas. Cerca de 35 000 textos y un gran archivo de documentos históricos desaparecieron con el fuego. Obras originales de los historiadores Hans Svaning, Anders Sørensen Vedel, Niels Krag y Arild Huitfeldt y de los científicos Olaus Wormius, Ole Rømer, Tycho Brahe y los hermanos Hans y Caspar Bartholin se perdieron. Atlas Danicus de Hansen Resen y el archivo de la Diócesis de Zelandia también se destruyeron. El archivo de la diócesis había sido trasladado a la biblioteca de la universidad el mismo día en que el incendio comenzó.
Muchas otras colecciones de libros también se perdieron. El profesor Mathias Anchersen cometió el error de resguardar sus posesiones en la iglesia Trinitatis Kirke. Árni Magnússon perdió todos sus libros, apuntes y documentos, pero logró rescatar su valiosa colección de manuscritos islandeses. El conde Otto Thott perdió su colección de libros. En el Borchs Kollegium, 3150 volúmenes se quemaron junto con su Museum Rarirorum que contenía colecciones de excentricidades zoológicas y botánicas. El observatorio incendiado en Rundetårn había contenido instrumentos y documentos de Tycho Brahe y Ole Rømer. Los profesores Horrebow, Steenbuch y los dos Bartholin perdieron prácticamente todo. Finalmente, una gran parte del archivo de la ciudad se incendió junto con el edificio del ayuntamiento.

I Bibliotheket oven på Trinitatis Kirke vare mange Ting, som Verden nu ikke mere eier; hvilken Skade kan ikke afhielpes.
En la biblioteca en el ático de la iglesia Trinitatis había muchas cosas que el mundo ya no posee; el daño no puede remediarse.
Árni Magnússon.

## Consecuencias
Cuando se inició la reconstrucción de la capital danesa, fueron introducidos varios cambios. Para regular las calles se designó una comisión que, después de algunas inspecciones realizadas entre las ruinas, sugirió construir calles principales que midieran de 12 a 15 metros de ancho y prohibir que las casas circundantes tuvieran muros con entramados de madera.
Este plan no fue seguido en la reconstrucción; mientras que las casas con entramado de madera fueron prohibidas al principio, la prohibición fue levantada en 1731 puesto que las casas de ladrillo eran considerablemente más caras. No obstante, el Copenhague medieval había cambiado permanentemente cuando la reconstrucción estuvo completa en 1737; las calles y callejones ya no seguían los trazados originales y algunos incluso habían dejado de existir.